# Jerzy Andrzej Skrodzki

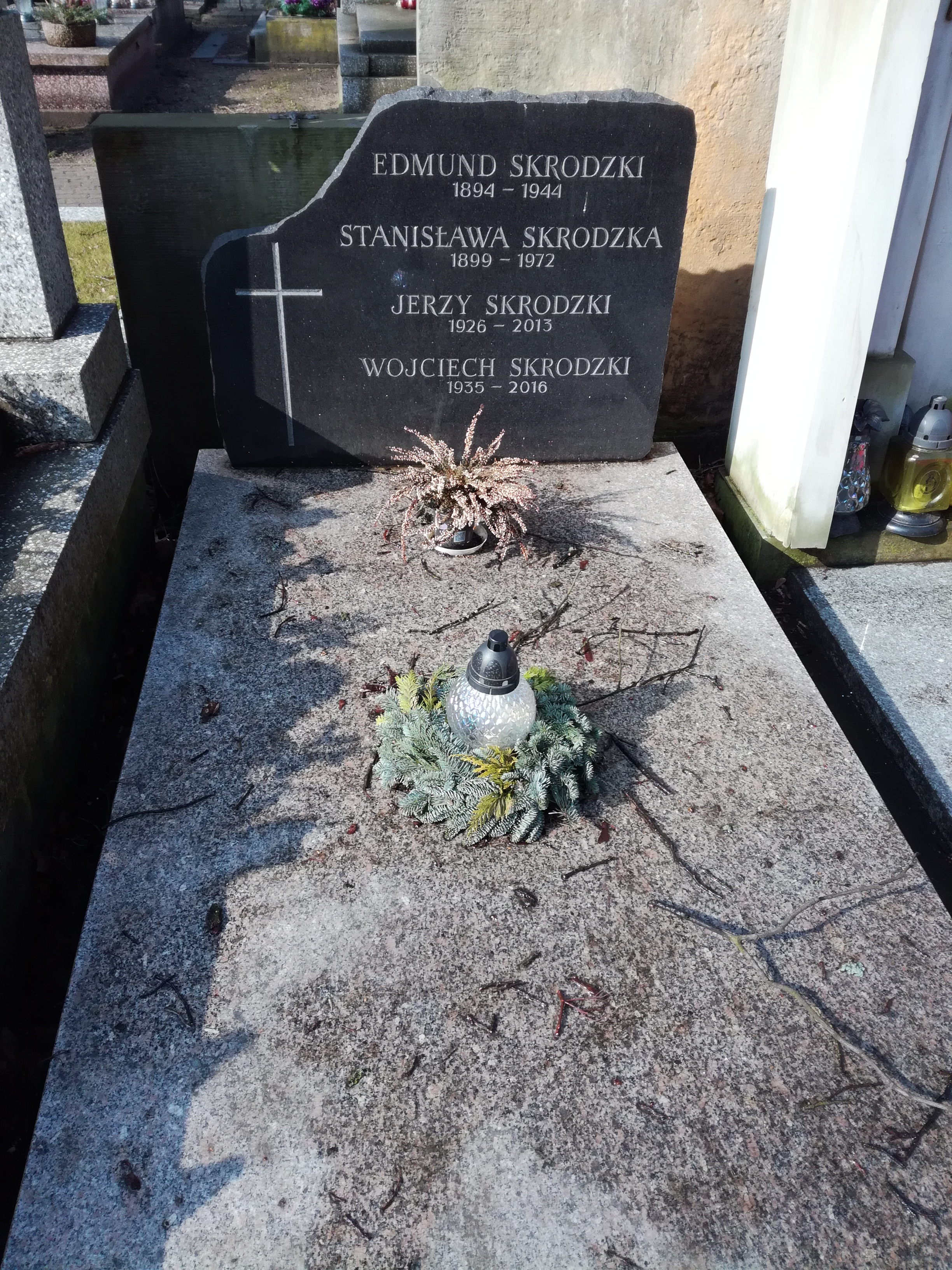
Grób Jerzego Skrodzkiego na cmentarzu Bródnowskim

Jerzy Andrzej Skrodzki (ur. 12 maja 1926, zm. 23 maja 2013) – polski dziennikarz i publicysta historyczny, członek Stowarzyszenia Dziennikarzy Polskich oraz Stowarzyszenia Miłośników Dawnej Broni i Barwy. Z wykształcenia ekonomista. Był publicystą tygodnika Niedziela i miesięcznika Więź.
Zmarł 23 maja 2013 r., i został pochowany 28 maja na cmentarzu Bródnowskim w Warszawie (kw. 7B-5-17).